# Sassia mozambicana
Sassia mozambicana is een slakkensoort uit de familie van de Cymatiidae. De wetenschappelijke naam van de soort werd voor het eerst geldig gepubliceerd in 2019 door Aiken en Seccombe.